# Episodi di Nikita (serie televisiva 1997) (seconda stagione)
Questa voce contiene riassunti, dettagli e crediti dei registi e degli sceneggiatori della seconda stagione della serie TV Nikita. Inizialmente trasmessa con il titolo Nikita su CTV per il Canada ed in seguito con il titolo La Femme Nikita su USA Network per L'America dal gennaio 1997 a marzo 2001. 
In Italia è stata trasmessa in prima visione dal 23 giugno 1999 al 13 settembre 2002 sul canale Rai 2. Questa seconda stagione dal 5 luglio 2000 al 15 giugno 2001 è stata programmata con la messa in onda di due episodi per ogni appuntamento settimanale in prima serata fino al 2 agosto 2000 per poi riprendere con un solo episodio settimanale in seconda serata dall'11 gennaio 2001.
| nº | Titolo originale  | Titolo italiano         | Prima TV USA     | Prima TV Italia  |
| -- | ----------------- | ----------------------- | ---------------- | ---------------- |
| 1  | Hard Landing      | Il ritorno              | 4 gennaio 1998   | 5 luglio 2000    |
| 2  | Spec Ops          | Agente speciale         | 11 gennaio 1998  | 5 luglio 2000    |
| 3  | Third Person      | Jurgen                  | 18 gennaio 1998  | 5 luglio 2000    |
| 4  | Approaching Zero  | A un secondo dalla fine | 1º febbraio 1998 | 12 luglio 2000   |
| 5  | New Regime        | Nuovo regime            | 1º marzo 1998    | 12 luglio 2000   |
| 6  | Mandatory Refusal | Fermate Michael         | 8 marzo 1998     | 19 luglio 2000   |
| 7  | Half Life         | René                    | 22 marzo 1998    | 19 luglio 2000   |
| 8  | Darkness Visible  | Un paese al buio        | 29 marzo 1998    | 26 luglio 2000   |
| 9  | Open Heart        | La bomba                | 5 aprile 1998    | 26 luglio 2000   |
| 10 | First Mission     | Ultima missione         | 12 aprile 1998   | 2 agosto 2000    |
| 11 | Psychic Pilgrim   | Il figlio perduto       | 19 aprile 1998   | 2 agosto 2000    |
| 12 | Soul Sacrifice    | Il segreto di Terry     | 14 giugno 1998   | 11 gennaio 2001  |
| 13 | Not Was           | Amnesia                 | 21 giugno 1998   | 18 gennaio 2001  |
| 14 | Double Date       | Lisa                    | 28 giugno 1998   | 25 gennaio 2001  |
| 15 | Fuzzy Logic       | Ragazzo prodigio        | 5 luglio 1998    | 1º febbraio 2001 |
| 16 | Old Habits        | L'informatore           | 12 luglio 1998   | 8 febbraio 2001  |
| 17 | Inside Out        | Virus letale            | 26 luglio 1998   | 22 febbraio 2001 |
| 18 | Off Profile       | La rivale               | 2 agosto 1998    | 1º marzo 2001    |
| 19 | Last Night        | Julia                   | 9 agosto 1998    | 7 giugno 2001    |
| 20 | In Between        | Esule                   | 16 agosto 1998   | 8 giugno 2001    |
| 21 | Adrian's Garden   | Adriana                 | 23 agosto 1998   | 14 giugno 2001   |
| 22 | End Game          | Partita finale          | 30 agosto 1998   | 15 giugno 2001   |

## Il ritorno
- Titolo originale: Hard Landing
- Diretto da: Jon Cassar
- Scritto da: Michael Loceff

### Trama
Con l'aiuto di Michael, Nikita sopravvive alla distruzione del rifugio della Freedom League nel finale della prima stagione. Una volta fuori dalla Sezione Uno inizia a lavorare come cameriera finché viene rapita dalla Freedom League ed usata come ostaggio contro la Sezione. Ma Nikita riesce a fuggire e durante una missione salva la vita a Michael; più tardi su una nave abbandonata i due amanti si ritrovano. Il rientro alla Sezione è piuttosto difficile a causa dell'esposizione di Nikita nei mesi passati fuori dalla Sezione Uno.

## Agente speciale
- Titolo originale: Spec Ops
- Diretto da: T.J.Scott
- Scritto da: Robert Cochran

### Trama
Nikita viene affidata ad un operativo speciale, Jurgen che ha il compito di riaddestrarla. Quando la Sezione viene in contatto con Kudrin, un componente delle Freedom League che può svelare il falso rapimento di Nikita, la Sezione fa di tutto per catturarlo ed interrogarlo. Ma prendere vivo Kudrin non sarà un'impresa facile soprattutto se Michael tenta deliberatamente di ucciderlo; ma Kudrin sopravvive e Madeleine e Jurgen intuiscono che Michael e Nikita nascondono qualcosa.

## Jurgen
- Titolo originale: Third Person
- Diretto da: Jon Cassar
- Scritto da: Michael Loceff

### Trama
Birkoff scopre che una serie di attività terroristiche sono pilotate da sei uomini mercenari “Helix”. Jurgen aiuta Nikita a riprendere il suo stato operativo per una missione contro Helix, ma Michael non crede che Jurgen voglia davvero aiutare la ragazza. È convinto che la stia manipolando …

## A un secondo dalla fine
- Titolo originale: Approaching Zero
- Diretto da: Rene Bonniere
- Scritto da: Michael Loceff

### Trama
La libertà di cui gode Jurgen all'interno della Sezione Uno affascina Nikita che continua a passare molto tempo con lui nonostante il disappunto di Michael. La mette in guardia dicendole che Jurgen non è quello che lei crede, ma Nikita ignora i consigli di Michael e continua a frequentare Jurgen. Sfortunatamente Nikita diventa pedina di un gioco di potere tra Jurgen e la Sezione con dure conseguenze per Jurgen … e Nikita.

## Nuovo regime
- Titolo originale: New Regime
- Diretto da: Jon Cassar
- Scritto da: Robert Cochran

### Trama
Un operativo della Sezione impazzisce e spara ad Operations durante un briefing. Mentre Operations lotta con la morte, Egran Petrosian, l'agente in copertura visto nella scorsa stagione, prende il controllo della Sezione e promuove Nikita come suo secondo. Nonostante gli avvertimenti di Madeleine, Nikita crede che Petrosian sia meglio di Operations nella guida della Sezione. Ma quando Petrosian chiede a Nikita di uccidere Operations, il futuro della Sezione è nelle sue mani.

## Fermate Michael
- Titolo originale: Mandatory Refusal
- Diretto da: Ken Girotti
- Scritto da: David Ehrman

### Trama
Quando Michael viene inviato per uccidere un venditore di armi, l'operazione fallisce e Michael entra nel cosiddetto "Mandatory Refusal" una situazione in cui vengono interrotti tutti i contatti con la Sezione finché non si completa la missione a tutti i costi. Ma le cose vanno storte quando il venditore d'armi rapisce Madeleine e Operations crede che l'unico modo per salvarla sia quello di uccidere Michael per impedirgli di concludere la missione. Ma Nikita ha altri piani …

## René
- Titolo originale: Half Life
- Diretto da: Rene Bonniere
- Scritto da: Maurice Hurley

### Trama
La Sezione Uno sventa un attentato ad una scuola e Nikita nota che Michael conosce molto bene la natura della bomba. Quando lei prova a chiedergli spiegazioni, Michael la tratta con freddezza e Nikita capisce che nasconde qualcosa. Il giorno seguente segue Michael e scopre che si è incontrato con l'attentatore; Renè e Michael erano compagni nella rivolta studentesca degli anni 80 ed ora le loro vite si sono incrociate nuovamente. Ma quando Operation chiede a Michael di tradire il suo amico, la lealtà di Michael è messa a dura prova.

## Un paese al buio
- Titolo originale: Darkness Visible
- Diretto da: Ken Girotti
- Scritto da: David Ehrman

### Trama
Nikita e Michael vengono inviati nei Balcani per assassinare Radovan Luka, un compratore di armi ribelle che attua una campagna di pulizia etnica. Quando Nikita e Michael arrivano nel paese scoprono due bambini e Nikita obbliga Michael a proteggerli. Ma la salvezza dei bambini distrae Nikita dall'opportunità di uccidere Luka facendo correre molti rischi ad entrambi …

## La bomba
- Titolo originale: Open Heart
- Diretto da: Rene Bonniere
- Scritto da: Elliot Stern

### Trama
Cellula Rossa ha creato una bomba umana a tempo. Per scoprire l'identità umana dell'obiettivo Nikita deve infiltrarsi in un carcere per trovare l'operativo di Red Cell. Quando Nikita la trova deve conquistare la sua fiducia per convincerla ad evadere con lei e col fine di consegnarla alla Sezione.

## Ultima missione
- Titolo originale: First Mission
- Diretto da: Guy Magar
- Scritto da: Peter Mohan e Jim Henshaw

### Trama
A causa di un calo di operativi Nikita viene promossa Capo squadra tre anni prima del previsto. Lei ora è responsabile di ogni aspetto di una missione, selezione del personale, piano e successiva esecuzione. La sua missione è catturare un acquirente di energia nucleare, ma essendo le notizie scarse la missione si rivela più rischiosa del previsto. Come se non bastasse un membro del suo team Vizcano, innamorata di Michael dimostra di non temere la posizione di Nikita e si rivela disobbediente. Nikita deve trovare il modo di controllarla altrimenti rischia di far fallire la missione.

## Il figlio perduto
- Titolo originale: Psychic Pilgrim
- Diretto da: Rene Bonniere
- Scritto da: Michael Loceff

### Trama
La Sezione crede che un leader terroristico imprigionato continui ad impartire ordini tramite il suo avvocato, Armel. Nikita e Michael interpretano il ruolo di una coppia di coniugi “normale” lasciando credere ad Armel (che li sta spiando) che Nikita è una sensitiva. Convinto Armel rapisce Nikita e la obbliga a mettersi in contatto con suo figlio scomparso in un incidente stradale. Ma Nikita scoprirà che il figlio di Armel è ancora vivo e viene tenuto dalla Sezione Uno.

## Il segreto di Terry
- Titolo originale: Soul Sacrifice
- Diretto da: David Warry-Smith
- Scritto da: Michael Loceff

### Trama
Nikita diventa amica con un'altra agente operativa, Terry che fallisce una missione e le confessa di essere incinta. Ma quando Michael, Nikita e Terry vengono assegnati ad una missione per catturare un agente della NSA, Terry approfitta della missione per fuggire, vuole far crescere il suo bambino fuori dalla Sezione. Ora Nikita deve scegliere tra la lealtà o la protezione per Terry e il suo bambino.

## Amnesia
- Titolo originale: Not Was
- Diretto da: Rene Bonniere
- Scritto da: Michael Loceff

### Trama
Dopo l'assalto in club Michael viene catturato e torturato dal capo della strategia di Cellula Rossa Orlando Perez. Nella missione di recupero Nikita libera Michael ma lui non ricorda niente di sé e della Sezione. Nikita copre Michael sapendo che Operations lo eliminerebbe se sapesse della perdita di memoria. Ma il lavoro di Nikita viene reso difficile dal fatto che Michael non ricordando nulla si mostra sincero e innamorato di Nikita.

## Lisa
- Titolo originale: Double Date
- Diretto da: Jon Cassar
- Scritto da: Robert Cochran

### Trama
Michael e Nikita sono obbligati ad andare in missione con un terrorista già conosciuto nella scorsa stagione che ora lavora con la Sezione, David Fanning. La missione permette a Fanning di prendere in ostaggio Nikita chiedendo a Michael di riportargli sua moglie Lisa. Michael ha 48 ore di tempo per trovare una donna che ha usato e tradito per la Sezione altrimenti Nikita morirà.

## Ragazzo prodigio
- Titolo originale: Fuzzy Logic
- Diretto da: Ken Girotti
- Scritto da: Michael Loceff

### Trama
Birkoff scopre che un gruppo terroristico usa un codice per introdursi nel satellite del Dipartimento della Difesa e lo usa per compiere attentati. Il codice è l'unica chiave per impedire gli attentati ma né la NSA né Birkoff sembrano in grado di decifrarlo. La Sezione allora trova un giovane brillante matematico capace di risolvere il problema, ma la sua natura incontrollata mette a rischio la missione ed in seguito la sua vita.

## L'informatore
- Titolo originale: Old Habits
- Diretto da: Terry Ingram
- Scritto da: Maurice Hurley

### Trama
La Sezione deve fermare un gruppo terroristico del Midest, bright Star che compie attentati suicidi. Poiché queste bombe sono create nelle cave è molto difficile rintracciarli. Nikita viene mandata da Formitz che procura loro i documenti falsi. Ma quando Nikita scopre che Fomitz è un serial killer specializzato nell'omicidio di prostitute la missione si fa più difficile...

## Virus letale
- Titolo originale: Inside Out
- Diretto da: Ken Girotti
- Scritto da: Maurice Hurley

### Trama
La Sezione invia un team in Scozia per neutralizzare un deposito di munizioni di Cellula Rossa; ma quando la squadra arriva trova il posto abbandonato. Michael e Nikita continuano la sorveglianza mentre Mowen, un operativo prende dei campioni e torna in Sezione. Poco dopo muore in circostanze misteriose e Operations capisce che la missione era una trappola per permettere ad un virus killer di entrare nella Sezione. Michael e Nikita devono scegliere tra trovare l'antidoto e salvare la Sezione oppure la possibilità di riavere la loro libertà.

## La rivale
- Titolo originale: Off Profile
- Diretto da: John Fawcett
- Scritto da: David Ehrman

### Trama
Alla Sezione arriva una nuova operativa Andrea molto arrogante che si lascia sedurre da Michael. Questo provoca tensioni tra loro quando Andrea capisce di essere stata usata da Michael e decide di vendicarsi. Nikita le rifiuta il suo aiuto e Michael ne subisce la vendetta rimanendo imprigionato in un laboratorio. Solo grazie all'intervento di Nikita il peggio viene scongiurato, ma per Andrea non ci sarà scampo.

## Julia
- Titolo originale: Last Night
- Diretto da: Clark Johnson
- Scritto da: Robert Cochran

### Trama
La Sezione lavora per catturare il leader di un'importante organizzazione terroristica che compie una serie di attentati. Operation ordina un raid per catturarne il leader e quando la squadra arriva sul posto scopre che il leader non è altri che un sofisticato computer. Madeleine interroga il computer convinta che esso sia dotato di pura logica e non di pensiero intuitivo. Ma quando Madeleine e Operations si assentano dalla Sezione il computer si attiva per continuare gli attentati e Michael si trova costretto a prendere il controllo della Sezione.

## Esule
- Titolo originale: In Between
- Diretto da: Joseph L. Scanlan
- Scritto da: Michael Loceff

### Trama
Michael e Nikita vanno in missione come agenti di commercio per catturare il capo di un'organizzazione responsabile di attacchi civili. L'assistente del leader, Girali, rivela a Nikita di essere un operativo della Sezione ritenuto scomparso da 9 anni. Quando Nikita informa Operations della cosa rimane sorpresa dalla richiesta di Operations di ignorare quell'uomo. Al contrario Madeleine invece chiede a Nikita di fare in modo di riportarlo dentro, confessandole che si tratta di suo marito. Ora Nikita si trova tra due fuochi e la vita dell'uomo dipende da quello che lei sceglierà di fare.

## Adriana
- Titolo originale: Adrian's Garden
- Diretto da: Brad Turner
- Scritto da: Michael Loceff

### Trama
La fondatrice della Sezione, Adrian cerca di reclutare Nikita tra i suoi operativi al fine di distruggere per sempre la Sezione Uno. La vicina di Nikita, Carla è infatti un'operativa al servizio di Adrian. Carla aiutata dal suo ragazzo rapiscono Nikita e la conducono da Adrian che metterà Nikita in guardia sul comportamento scorretto di Operations. Secondo lei, infatti Paul sta usando la Sezione per inseguire scopi di potere e prendere il controllo dei governi di tutto il pianeta. Adriana cerca di convincere la ragazza che hanno bisogno del suo aiuto per distruggere la Sezione, ma Nikita è scettica. Durante una missione però si rende conto che le parole di Adriana corrispondono a verità, così decide di aiutarla. 

## Partita finale
- Titolo originale: End Game
- Diretto da: Joseph L. Scanlan
- Scritto da: Robert Cochran e David Ehrman

### Trama
Con l'aiuto di Adrian, Nikita riesce a raggiungere aree riservate della Sezione per trovare un file, chiamato Gemstone, che contiene le prove per destituire Operations e distruggere la Sezione. Durante un'indagine interna, Michael identifica in Nikita l'operativo che sta collaborando con Adrian contro la Sezione. Michael cerca di convincere Nikita a farsi aiutare da lui per poterla proteggere, ma lei nega ogni evidenza. Michael è quindi obbligato a fare rapporto pur sapendo che Nikita e Adrian verranno cancellate.